# Faltbehälter
Faltbehälter, Faltboxen, Klappboxen, Klappkästen oder Falt-/Klappbehälter sind eckige Behältnisse, die meist aus Kartonage oder Kunststoff hergestellt werden.
Durch Klappen oder Falten richtet man aus einer flachliegenden Form einen quaderförmigen Behälter auf. Für den Rücktransport oder die Lagerung im Leerzustand spart die Volumenreduzierung durch Zusammenlegen Lagerplatz und Transportraum.
Die ersten Faltboxen in Europa wurden 1979 von dem Unternehmen Walther Faltsysteme in Kevelaer entwickelt. Das erste bekannte Gebrauchsmuster für eine Faltbox wurde bereits am 27. Dezember 1949 von Gerhard Sprickerhof angemeldet.

## Allgemein
Falt- und Klappboxen können prinzipiell für dieselben Zwecke genutzt werden wie starre Stapelbehälter (z. B. Nestbarer Behälter) aus Kunststoff. Die manipulierbaren Seitenwände sorgen allerdings für geringere Auflasten bei den falt- und klappbaren Behältern, was ihr Einsatzspektrum einschränken kann. Falt- und Klappbehälter werden zumeist im Spritzgussverfahren aus Kunststoffgranulat hergestellt. Dazu wird mittels Hitze verflüssigter Kunststoff unter hohem Druck in Metallformen gepresst. Neben manuell handhabbaren Behältern gibt es Palettenboxen, die ebenfalls klapp- oder faltbar sind.
Bei Verwendung geeigneter Größen können Falt- und Klappboxen auf Rollwagen zu kompletten mobilen Versandtürmen kombiniert werden, die im Einzelhandel in der Filial-Kommissionierung eingesetzt werden.
Sonderformen sind elektrisch leitfähigen Varianten, die durch die Verwendung spezieller Kunststoffe statische Ladungen ableiten können. Sie werden zum Transport von sensiblen Elektronik-Bauteilen eingesetzt.

## Faltbehälter

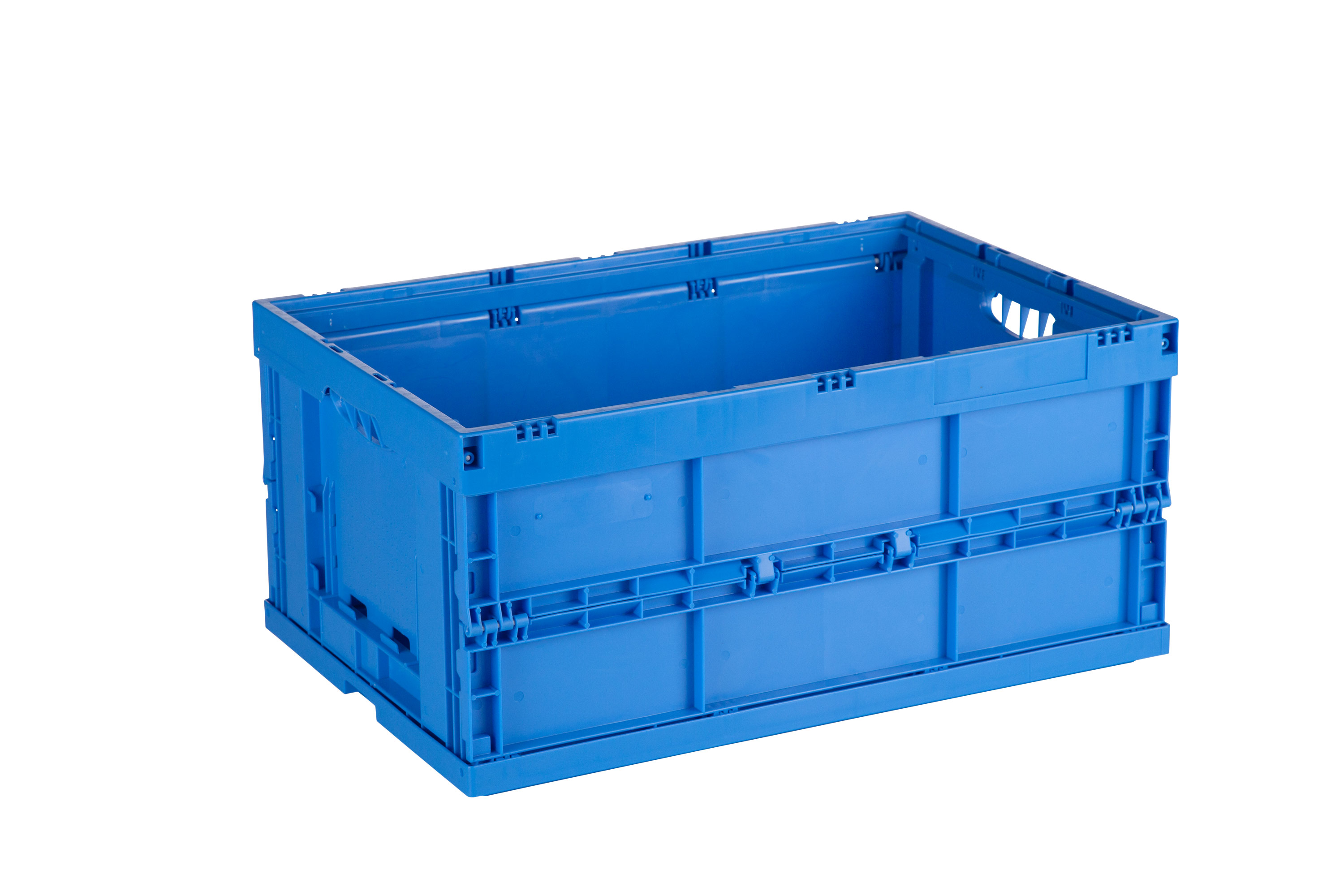
Ausgefaltet

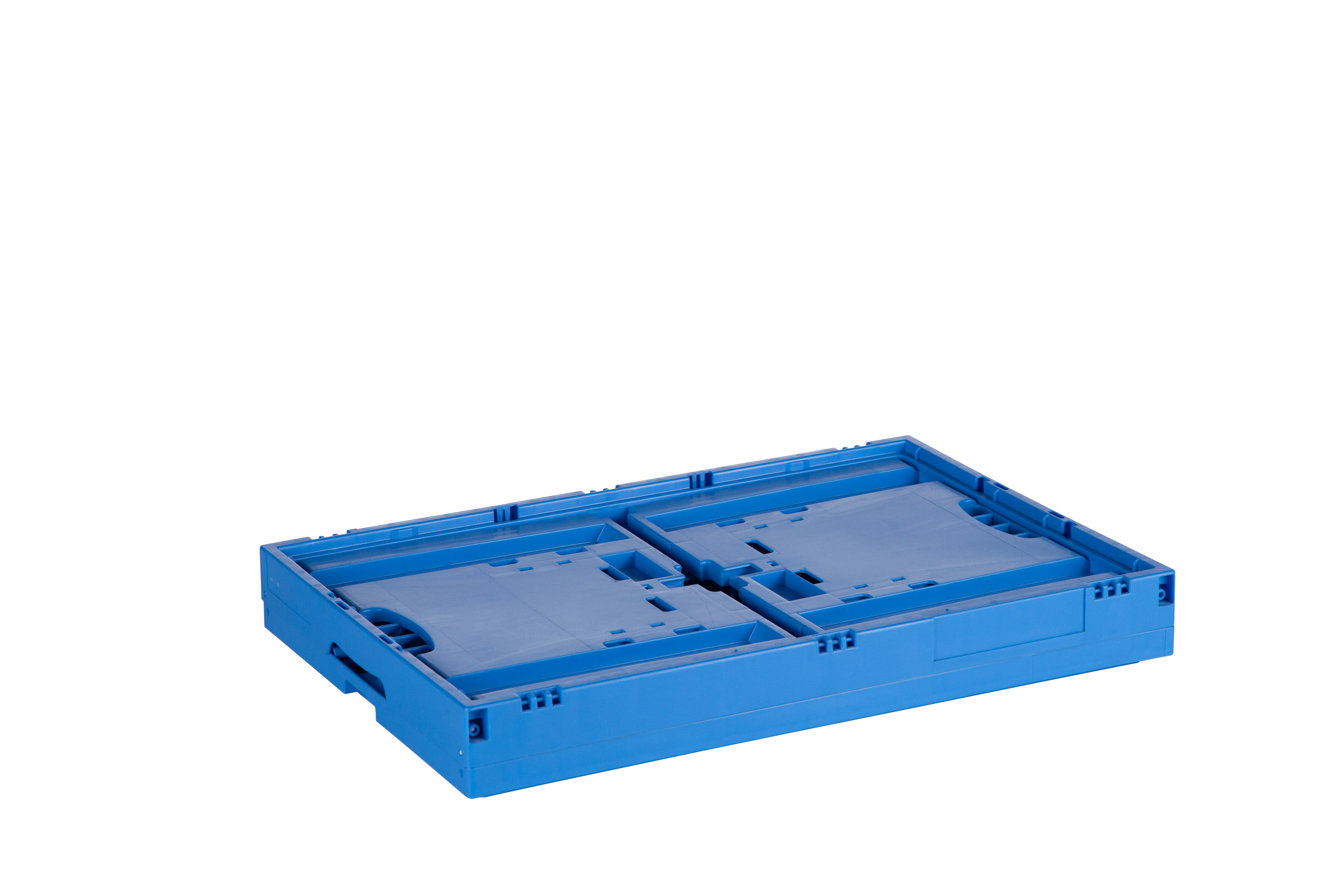
Gefaltet

Faltbehälter haben einen festen oberen Rahmen und werden zusammengelegt, indem man die Längswände wie eine Ziehharmonika über ein Mittelscharnier zusammenfaltet.
Durch diese Technik können bis zu 80 % Volumen eingespart werden. Die Seiten und der Boden des Faltbehälters sind in der Regel geschlossen.
Durch den umlaufenden oberen Rand sind Faltbehälter weniger anfällig gegen seitlichen Druck und Torsion als Klappbehälter. Sie erreichen allerdings weniger Volumenreduzierung als diese, da der umlaufende Rand nach dem Falten als aufrechtes Element erhalten bleibt.
Diese Behälter werden zumeist im Non-Food-Bereich eingesetzt (Trockensortiment, verpackte Waren). Speziell in der Filialdistribution im Einzelhandel sind Faltboxen weit verbreitet.
Sie sind auch gut für den Einsatz in automatisierten Lagersystemen geeignet, wo die Behälter vollständig maschinell befördert und sortiert werden.
Faltbehälter in Palettengröße bestehen häufig aus drei separaten Komponenten. Palette und Deckel werden mittels Thermoformen oder Spritzgießen hergestellt, während der Ring aus Hohlkammer(struktur)platten gefertigt wird. Die Palette ist mit einer umlaufenden Nut ausgestattet, in der der Ring steht. Dieser kann seitlich mit Klappen versehen und auch teilbar sein. Der Deckel liegt gegen Verrutschen gesichert auf dem aufgefalteten Ring. Zur Volumenreduktion im unbeladenen Zustand wird der Ring flach auf die Palette und der Deckel oben aufgelegt. Manche Systeme verfügen über Verriegelungen, die die Komponenten miteinander verbinden. Wird zusätzlich ein Leergutring eingesetzt, finden verliersicher in der Palettenbox z. B. Gefache oder Zwischenlagen Platz.

## Klappbehälter

Klappbehälter aus Holz

In dieser Kategorie werden die am Bodenteil anscharnierten Seitenwände zur Volumenreduzierung nach innen geklappt. Ein stabilisierender oberer Rahmen existiert nicht. Die Seitenteile sind starr und nicht, wie bei den Faltboxen, durch ein Mittelscharnier unterbrochen.
Werden die Behälter zum Transport von Obst und Gemüse eingesetzt, sind sie zumeist im Boden und an den Seiten gelocht. Die Ware wird so von Luft umströmt, Wasser kann abfließen und falls das Packgut gekühlt werden muss, kann die Kälte besser zum Lebensmittel durchdringen.
Durch die Bauweise ohne umlaufenden Rand lassen sich Klappbehälter für den Rücktransport auf ein extrem niedriges Maß zusammenklappen. Dabei sind bis zu 87 % Volumenreduzierung erreichbar.
Klappboxen sind etwas schwieriger zu handhaben als Faltbehälter, da alle vier Seitenwände einzeln manipuliert werden müssen. Aufgrund des Fehlens eines stabilisierenden Rahmens sind sie nicht sehr verwindungssteif.

Zusammenlegen eines Klappbehälters
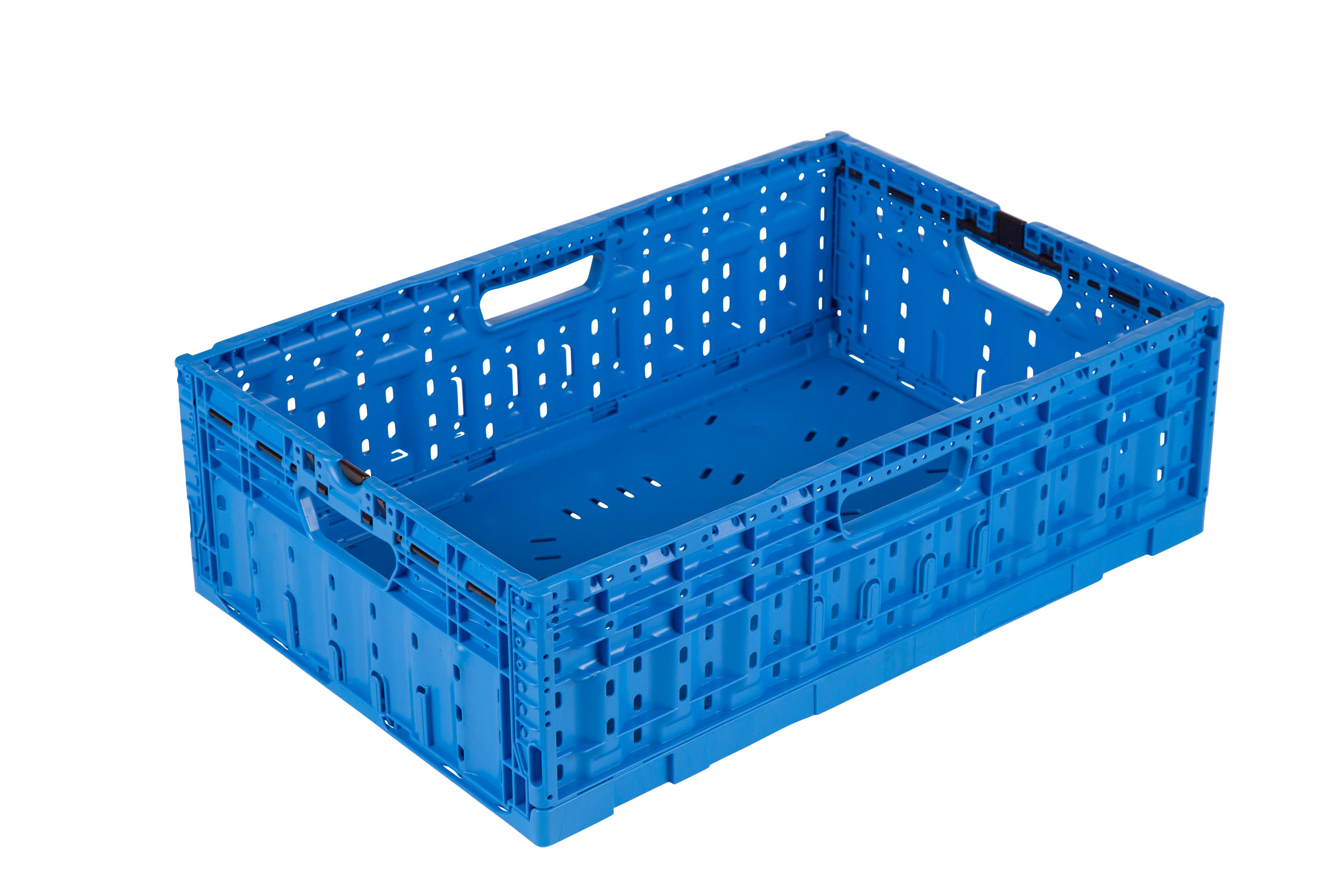
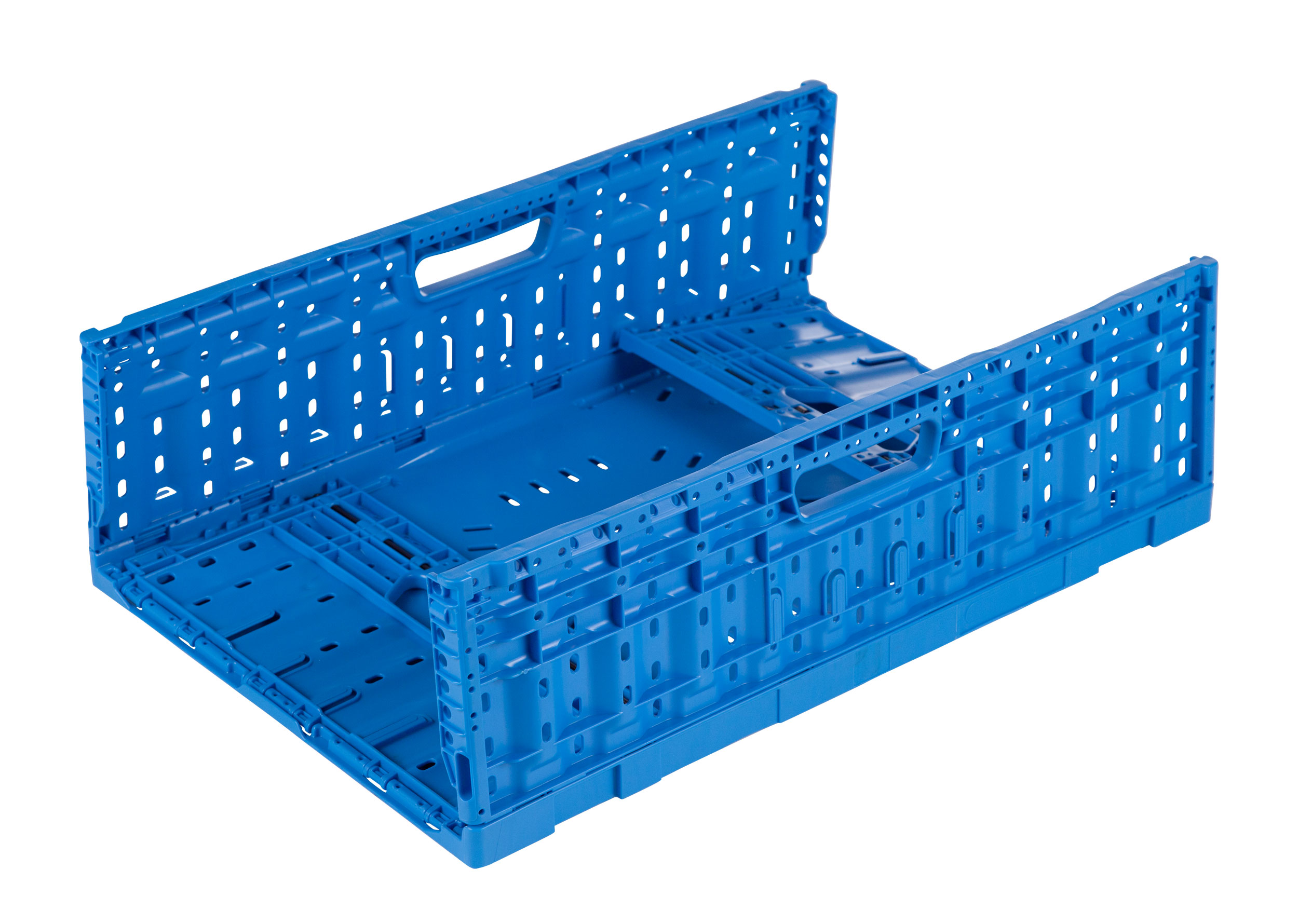
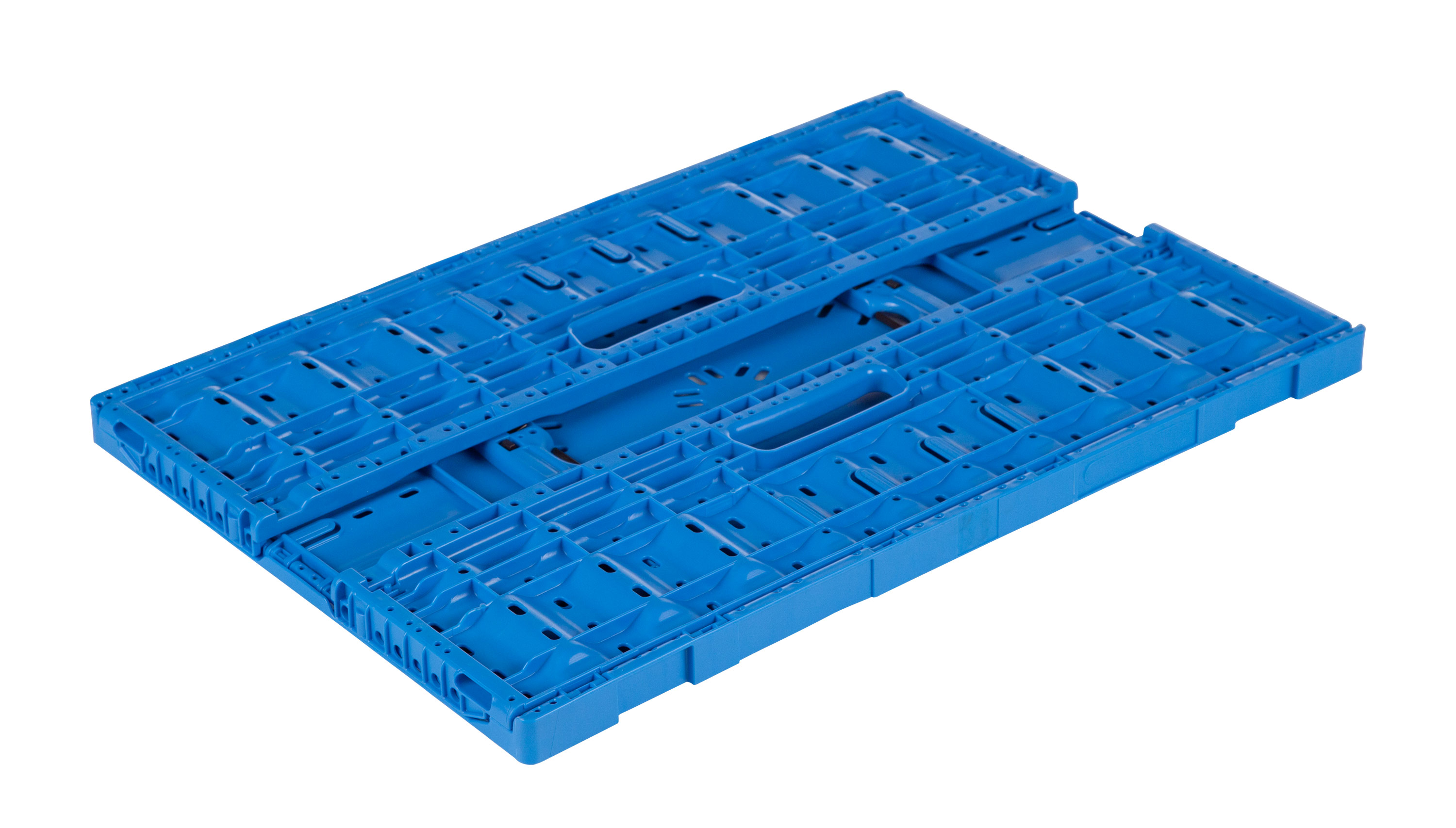